# 제주시·서귀포시·북제주군·남제주군
제주시·서귀포시·북제주군·남제주군은 대한민국의 옛 국회의원 선거구이다. 당시 제주도 제주시, 서귀포시, 북제주군, 남제주군 지역을 관할했다.

## 역사
1981년 7월, 남제주군 서귀읍·중문면이 서귀포시로 승격되었다. 이에 제12대 국회의원 선거를 앞두고 제주시·북제주군·남제주군 선거구가 제주시·서귀포시·북제주군·남제주군 선거구로 개편되었다.
제13대 국회의원 선거를 앞두고 제주시 선거구, 북제주군 선거구, 서귀포시·남제주군 선거구로 분리되면서 폐지되었다.

## 역대 국회의원
| 선거   | 정당 | 정당       | 1위 의원 | 정당 | 정당   | 2위 의원 |
| ------ | ---- | ---------- | -------- | ---- | ------ | -------- |
| 1985년 |      | 민주정의당 | 현경대   |      | 무소속 | 양정규   |

## 역대 선거 결과

### 대한민국 제12대 국회의원 선거
|  | 31.86% |

|  | 22.17% |

|  | 21.68% |

|  | 17.11% |

|  | 5.96% |

|  | 1.20% |